# Джошуа Кеннеді
Джошуа Блейк Кеннеді (англ. Joshua Blake Kennedy; 20 серпня 1982, Водонга) — австралійський футболіст, півзахисник клубу «Нагоя Грампус» та збірної Австралії.

## Біографія

### Клуб
У 1999 році починав у клубі «Карлтон» разом з Вінсом Грелла і Марком Брешіано, але, відігравши лише сезон, перебрався до німецького «Вольфсбурга», ставши наймолодшим гравцем в історії Вовків, проте закріпитися в команді не зумів і відправився в регіональну лігу в «Штутгартер Кікерс». Допоміг команді піднятися в другу бундеслігу, після чого опинився в дрезденському «Динамо». Провів там найкращі два сезони у своїй кар'єрі, а потім невдало перебрався в «Нюрнберг». У січні 2008 року став гравцем «Карлсруе», за який забив у дебютному матчі і став Гравцем місяця, але вже через півтора року перебрався до Японії в «Нагоя Грампус».

### Збірна

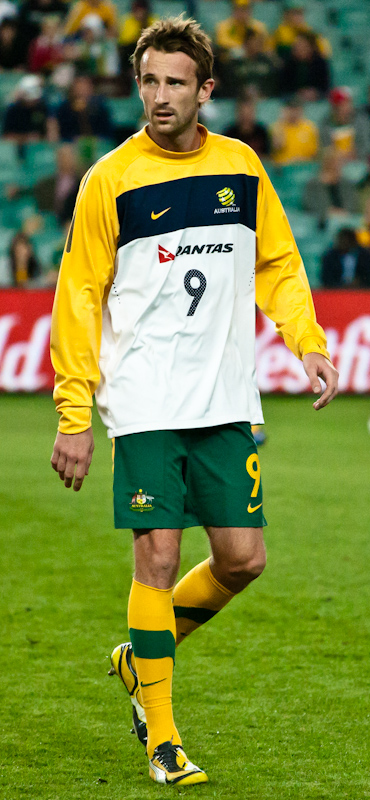
Джошуа Кеннеді у збірній Австралії

Грав на юніорському та молодіжному чемпіонатах світу (1999, 2001), а в дебютному матчі за збірну 7 червня 2006 року забив у ворота збірної Ліхтенштейну, завдяки чому потрапив в заявку на ЧС-2006, на якому зіграв два матчі. На наступному ЧС-2010 зіграв також 2 матчі.

## Досягнення
- Володар Кубка Німеччини: 2007
- Найкращий гравець Бундесліги: лютий 2008
- Чемпіон Японії: 2010
- Найкращий бомбардир Джей-ліги: 2010, 2011
- Гравець символічної збірної Джей-ліги: 2010, 2011
- Володар Суперкубка Японії: 2011

Збірні
- Переможець Юнацького чемпіонату ОФК: 1999
- Фіналіст Чемпіонату світу серед 17-річних: 2001
- Переможець Молодіжного чемпіонату ОФК: 2001